# Metrodoro (nome)
Metrodoro  è un nome proprio di persona italiano maschile.

## Varianti
- Femminili: Metrodora[1]

### Varianti in altre lingue
- Catalano: Metrodor[3]
- Greco antico: Μητρόδωρος (Metrodoros)[4]
  - Femminili: Μητροδώρα (Metrodora)[4][5]
- Latino: Metrodorus
  - Maschili: Metrodora
- Macedone
  - Femminili: Митродора (Mitrodora)[5]
- Spagnolo: Metrodoro[3]

## Origine e diffusione
Deriva dal greco antico Μητρόδωρος (Metrodoros), al femminile Μητροδώρα (Metrodora); è composto dai termini μητρος (metros, genitivo di μήτηρ, meter, "madre") e δῶρον (doron, "dono"), e il suo significato può pertanto essere interpretato come "dono della madre" (o anche "dono alla madre", "dono della maternità" e via dicendo). Il primo elemento si ritrova anche in Metrofane e Demetra, mentre il secondo è riscontrabile in molti altri nomi, quali Isidoro, Dorotea, Ninfodora, Eudora e Pandora. Va notato che alcune fonti riconducono invece la prima parte del nome a μέτρον (métron, "misura"), col significato complessivo di "dono ben misurato", "dono giusto".
Il nome in Italia è rarissimo.

## Onomastico
L'onomastico si festeggia il 10 settembre in onore di santa Metrodora, vergine e martire in Bitinia con le sorelle Menodora e Ninfodora sotto Massimiano.

## Persone
- Metrodoro, ufficiale macedone

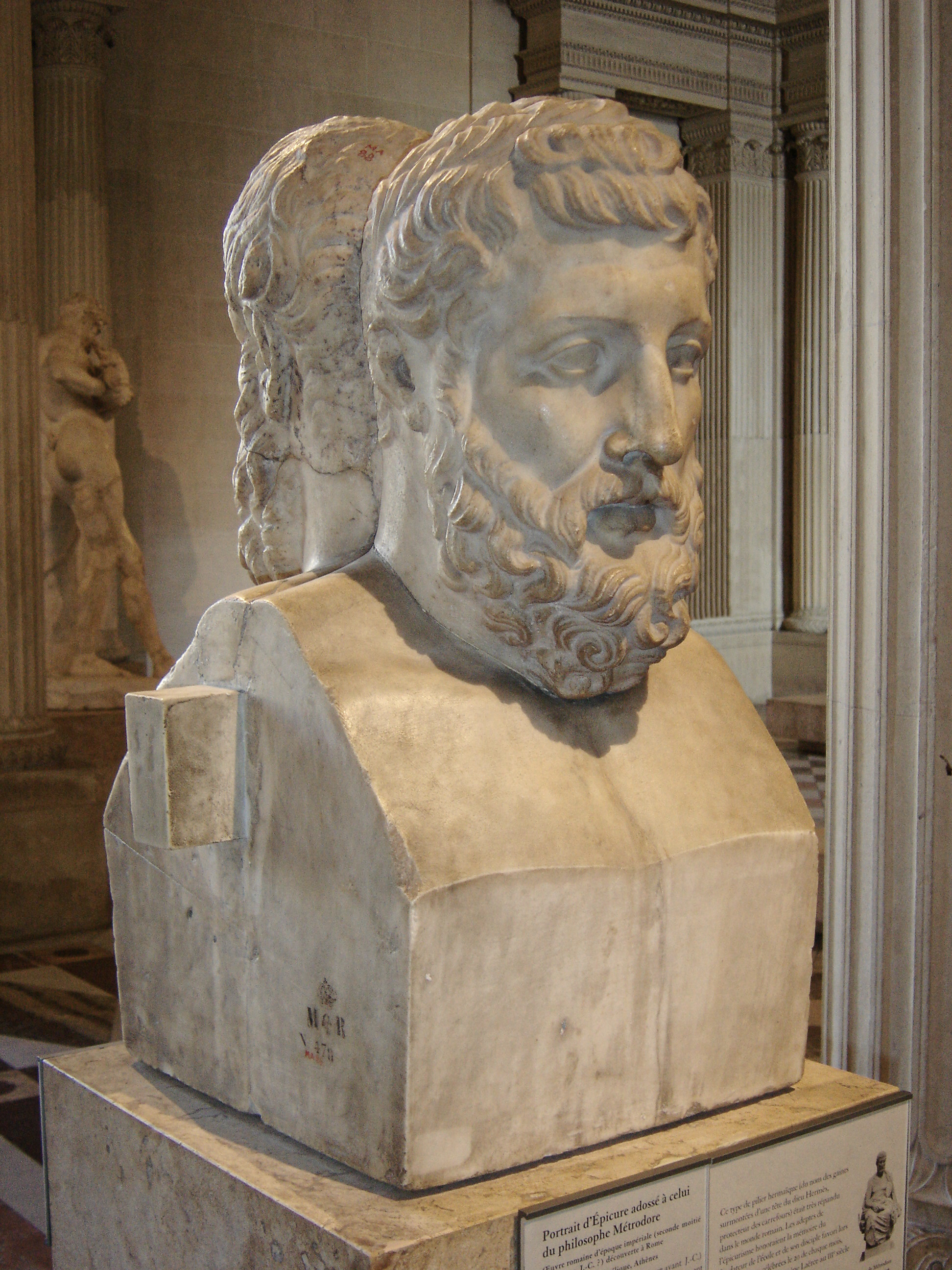
Metrodoro di Lampsaco

- Metrodoro di Chio, filosofo greco antico
- Metrodoro di Lampsaco, filosofo epicureo greco antico
- Metrodoro di Lampsaco, filosofo presocratico greco antico

### Variante femminile Metrodora
- Metrodora, medica e scrittrice greca antica

## Il nome nelle arti
- Metrodora è il titolo di un album di sperimentazioni vocali del 1976 dell'artista Demetrio Stratos.